# Bourbonanthura
Bourbonanthura är ett släkte av kräftdjur. Bourbonanthura ingår i familjen Leptanthuridae.
Kladogram enligt Catalogue of Life:
| Bourbonanthura | \| \| Bourbonanthura littoralis \| \| \| \| \| \| Bourbonanthura vaitapensis \| \| \| \| |
|                | \| \| Bourbonanthura littoralis \| \| \| \| \| \| Bourbonanthura vaitapensis \| \| \| \| |
|                | Accalathura                                                                              |
|                |                                                                                          |
|                | Aenigmathura                                                                             |
|                |                                                                                          |
|                | Albanthura                                                                               |
|                |                                                                                          |
|                | Bullowanthura                                                                            |
|                |                                                                                          |
|                | Calathura                                                                                |
|                |                                                                                          |
|                | Curassanthura                                                                            |
|                |                                                                                          |
|                | Leptanthura                                                                              |
|                |                                                                                          |
|                | Psittanthura                                                                             |
|                |                                                                                          |
|                | Ulakanthura                                                                              |
|                |                                                                                          |
|                | Virganthura                                                                              |
|                |                                                                                          |
|                | Bourbonanthura littoralis                                                                |
|                |                                                                                          |
|                | Bourbonanthura vaitapensis                                                               |
|                |                                                                                          |

|  | Bourbonanthura littoralis  |
|  |                            |
|  | Bourbonanthura vaitapensis |
|  |                            |